# Parichay
Parichay (n. 22 de agosto de en Bombay), es un cantante, productor musical e intérprete indio radicado en Canadá. Ha lanzado hasta la fecha 2 álbumes discográficos, así como varias canciones del cine Bollywood, en las que incluye sus temas musicales titulados "Yamla Pagla Deewana Remix" y "O Meri Chandni", que fue interpretado para una película titulado "Chaar Din Ki Chandni", en la que lo cantó junto a Sunidhi Chauhan. Parichay es considerado un pionero de la música urbana Desi en Canadá, por su combinación de varios géneros musicales como el Reggae , Hip Hop, Pop y House, cantados en Hindi y además con una fusión con la música tradicional Punjabi. Su primer sencillo y vídeo musical de la canción "Deewana Tera", lo puso en el mapa como un artista de un inmienso potencial. Su siguiente sencillo "Kasam", se hizo alarde por su capacidad vocal y versatilidad. Todos sus lanzamientos desde entonces, han sido uno de los más escuchados en todo el mundo con numerosos éxitos titulados como Tum Habibi, She's A Playa, Tu Hi Zindagi, Queen of Spades y entre otros, en la que encabezó las listas en otros países a nivel mundial.

## Discografía
- No Boundaries (2009) [9 Tracks]
- All New Everything (2012) [14 Tracks]

## Temas musicales de películas de Bollywood
- Khuda Hafiz Remix (2010)
- Yamla Pagla Deewana Remix (2011)
- O Meri Chandni (2012)
- O Meri Chandni Remix (2012)